# Svend Aage Lund
Svend Aage Lund (født 18. april 1900 på Frederiksberg, død 19. februar 1981) var en dansk civilingeniør og journalist, der i en årrække var ansvarshavende chefredaktør for Berlingske Tidende.
Efter studentereksamen fra Skt. Jørgens Gymnasium i 1918 blev Svend Aage Lund i 1925 uddannet cand.polyt.. Han blev derefter ansat som teknisk assistent ved Statsprøveanstalten, men blev allerede året efter sekretær i Dansk Arbejdsgiverforening og et år senere i Industrirådet. I 1929 blev han af Christian Gulmann opfordret til at blive redaktionssekretær ved Berlingske Tidende, skønt han blot havde journalistisk erfaring som redaktør af et konservativt studenterforeningsblad samt fra at skrive diverse sportsreferater.
Få år efter ansættelsen i Det Berlingske Hus blev han redaktør og fra 1935 ansvarshavende chefredaktør for først Berlingske Aftenavis og senere samme år også for Berlingske Tidende. Her forblev han til 1970, hvor han efter sin afgang blev bestyrelsesformand for interessentskabet Berlingske Tidende, for A/S De Berlingske Virksomheder og for Det Berlingske Officin. Han blev i sin samtid anset for at være den mægtigste mand i dansk presse. Det var ikke som journalistisk fyrtårn, men som en, der havde styr på såvel den tekniske som den økonomiske udvikling og dennes betydning for husets drift. Han delegerede flittigt opgaverne ud og blandede sig ikke med mindre der var problemer.
Under 2. verdenskrig viste han sig at føje besættelsesmagtens krav, hvilket betød, at avisen efterhånden fik "en tyskvenlig kurs", som historiker Rasmus Kreth har formuleret det. Denne linje blev lagt i samarbejde med Cai Schaffalitzky de Muckadell. Sideløbende med presset fra tyskerne forsøgte også den danske regering på for at få Berlingske til at droppe artikler, der var kritiske over for Nazi-Tyskland. I stedet ønskede regeringen at avisen skulle fokusere på samarbejdspolitikken. Det afspejlede sig i, at avisen frem til sommeren 1941 fremstod mere tyskvenlig end de øvrige hovedstadsdagblade. Hen mod befrielsen viste avisen udadtil opbakning til De Allierede og bragte ledere, hvor man glædede sig over nazismens fald og håbede på snarlig befrielse. Internt var der dog dårlig stemning mellem tyskvenlige medarbejdere og dem, der bakkede op om modstandsbevægelsen. Sidstnævnte håbede, at Ebbe Munck, der sammen med Aage Schoch var blevet indsat i redaktionsledelsen, ville blive ny chefredaktør. Svend Aage Lund trak dog her det længste strå og fortsatte på sin post.
Svend Aage Lund undlod at fortælle Berlingskes egen æresret, at han havde været med til at stifte Dansk-Tysk Forening. Det kom først frem efter befrielsen, og det skabte intern uro. Ebbe Munck krævede sammen med andre Svend Aage Lunds afgang. Sådan gik det ikke. Svend Aage Lund skiftede i stedet i 1946 titlen som ansvarshavende chefredaktør ud med en ny som administrerende redaktør, hvilket var en til lejligheden opfundet titel. Det ændrede dog ikke stort ved hans rolle, men Ebbe Munck forlod avisen. Fra bestyrelsens side lagde man vægt på, at avisen var gået frem under krigen, hvilket man tilskrev Lunds indsats. Ny ansvarshavende chefredaktør blev T.M. Terkelsen, der i øvrigt som Munck havde været modstandsmand.
Fra 1958 til 1970 var Svend Aage Lund formand for Danske Dagblades Fællesrepræsentation - siden kendt som Danske Medier - og var i 1960 med til at indføre de vejledende regler for god presseskik. Senere dannedes Pressenævnet for at sikre håndhævelsen af disse. Svend Aage Lund lykkedes således med at skabe en model, hvor pressen regulerede sig selv. Han engagerede sig også i nordisk samarbejde og var fra 1971 til 1973 formand for Foreningen Norden.
Han blev ridder af Dannebrog i 1938, ridder af 1. grad i 1952, kommandør i 1956 og kommandør af 1. grad i 1969.
Svend Aage Lund er stedt til hvile på Tibirke Kirkegård.